# Calyptra nyei
Calyptra nyei är en fjärilsart som beskrevs av Hans Bänziger 1979. Calyptra nyei ingår i släktet Calyptra och familjen nattflyn. Inga underarter finns listade i Catalogue of Life.